# Peyrins
Peyrins là một xã thuộc tỉnh Drôme trong vùng Auvergne-Rhône-Alpes ở đông nam nước Pháp. Xã Peyrins nằm ở khu vực có độ cao trung bình 203 mét trên mực nước biển.